# Elizabeth Letts
Elizabeth Letts (* 23. Juni 1961 in Houston, Texas) ist eine US-amerikanische Schriftstellerin und Sachbuchautorin, deren Werke unter anderem auf der New-York-Times-Bestsellerliste geführt wurde.
Elizabeth Letts wuchs im Süden Kaliforniens auf. Ihr Studium absolvierte sie am Yale College mit Geschichte als Hauptfach. Nach ihrem Studium arbeitete sie unter anderem für das Peace Corps in Marokko.  Sie ist außerdem eine begeisterte Reiterin, die als Teenager für den US-amerikanischen Bundesstaat Kalifornien in Mannschaftswettbewerben ritt.
Stand 2012 ist sie Autorin von zwei Romanen, einem Kinderbuch und einem Sachbuch über das US-amerikanische Springpferd Snowman. Sie lebt derzeit mit ihrem Ehemann und vier Kindern in Baltimore, Maryland.

## Werke
- Quality of Care (Roman)
- Family Planning (Roman)
- The Butter Man (Kinderbuch, veröffentlicht unter dem Namen Elizabeth Alalou)
- The Eighty-Dollar Champion: Snowman, The Horse that Inspired a Nation (Sachbuch)

## Auszeichnungen fürThe Butter Man
- Bank Street College’s The Best Children’s Books of the Year
- CCBC Choices Recommended Book
- Charlotte Zolotow Highly Commended
- Children’s Africana Honor Book
- Junior Library Guild Selection
- Middle East Book Award
- NCSS/CBC Notable Social Studies Trade Books for Young People
- Peace Corps Writers Award
- Storytelling World Award Honor Book for Young Listeners